# Ministerstwo Propagandy i Oświecenia Publicznego Rzeszy

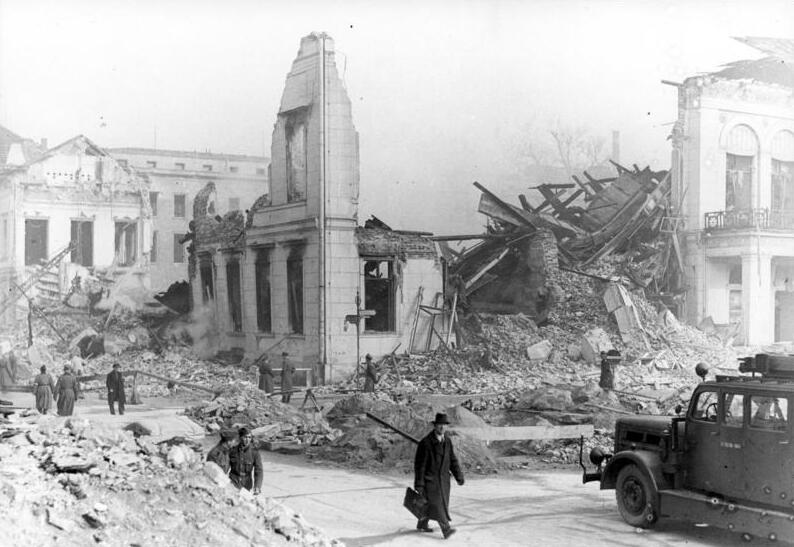
Ruiny budynku ministerstwa w 1945 r.

Ministerstwo Propagandy i Oświecenia Publicznego Rzeszy (niem. Reichsministerium für Volksaufklärung und Propaganda lub Propagandaministerium) – niemieckie ministerstwo istniejące w okresie III Rzeszy, którego zadaniem była kontrola i regulacja takich dziedzin jak kultura i sprawy społeczne. Zostało utworzone 13 marca 1933 roku przez Adolfa Hitlera w nowym, narodowosocjalistycznym rządzie. Na czele ministerstwa stał Joseph Goebbels, który był odpowiedzialny za kontrolę prasy i kultury na obszarze Rzeszy.

## Rola ministerstwa
Dojście do władzy narodowych socjalistów, spowodowało niemal natychmiastowe powstanie ministerstwa. Było to związane z ideologią nazistowską, która zakładała kontrolę ludzi i opinii publicznej. Jednakże w związku z wybuchem wojny ministerstwo zyskało więcej na znaczeniu niż było to w czasach pokoju.
II wojna światowa była prowadzona na dużo wyższym poziomie propagandowym niż było to podczas I wojny światowej, szczególnie, że była prowadzona przez nowe środki przekazu, tj. radio i film. Z powodu wcześniejszego doświadczenia z propagandą w Europie i USA, propaganda stała się starannie zaplanowana, tworząc w ten sposób nową broń o charakterze psychologicznym.

## Struktura organizacyjna
Ministerstwo rozrastało się równomiernie. W 1933 roku (powstanie ministerstwa) miało ono pięć wydziałów i 350 pracowników. W 1939 roku zatrudniało 2000 pracowników w siedemnastu wydziałach. W latach 1939–1941 budżet ministerstwa wzrósł z 14 milionów do 187 milionów reichsmarek. Trzy sekretariaty stanu podlegały Josephowi Goebbelsowi:
- I Sekretariat Stanu – Walther Funk (1933–1937), Otto Dietrich (1937–1945)
  - Prasa niemiecka
  - Prasa zagraniczna
  - Gazety codzienne
- II Sekretariat Stanu – Karl Hanke (1937–1940), Leopold Gutterer (1940–1944), Werner Naumann (1944–1945)
  - Budżet
  - Prawo
  - Propaganda
  - Radio
  - Film
  - Wydział personalny
  - Obrona
  - Wydział międzynarodowy
  - Teatr
  - Muzyka
  - Literatura
  - Sztuka wizualna
- III Sekretariat Stanu – Hermann Esser (1933–1945)
  - Turystyka

## Propaganda
Ministerstwo Propagandy używało wielu środków medialnych do przekazywania wiadomości i treści narodowo socjalistycznych, które miały powodować kontrolę nad ludźmi. Plakaty, gazety publikacje i sztuka były używane i wyraźnie kontrolowane przez ministerstwo w tym celu.
Przemówienia były także używane do spotęgowania propagandowego efektu. Goebbels, komentując pierwsze przemówienie Hitlera jako kanclerza, powiedział „To będzie miało wielką wartość propagandową… będzie używane i pokazywane w kinach przez lata… cóż za osiągnięcie”. Niedługo przed wygłoszeniem tego przemówienia przez Hitlera, Goebbels poinstruował go i skorzystał z okazji, aby zwrócić uwagę na znaczenie propagandy, mówiąc: „Wygląda na to, że nie możesz mieć dobrego rządu bez dobrej propagandy, ale wtedy nie możesz mieć dobrej propagandy bez dobrego rządu. Jednakże nie możesz kłamać! Nie możemy nigdy kłamać! To Żydzi, którzy muszą zapłacić za swoje kłamstwa naszemu narodowi!”. Jednakże najbardziej znanym przemówieniem okresu II wojny światowej zostało wygłoszone przez Josepha Goebbelsa. Jego Przemówienie w Pałacu Sportu zostało wygłoszone po klęsce Niemców pod Stalingradem i było obliczone na zbudowanie społecznego poparcia dla „wojny totalnej”. Hitler wygłaszał przemówienia przez radio, lecz jego przemowy wygłaszane osobiście (np. podczas zjazdów NSDAP) były bardziej efektowne ze względu na jego umiejętności oratorskie.
„Uważam radio za najbardziej nowoczesne i najbardziej kluczowy instrument wpływania na masy…” to słynny i ważny cytat z wypowiedzi Goebbelsa. Radio było bez wątpienia eksploatowane w pełni swoich możliwości przez nazistów. Fabryki radia otrzymywały specjalne granty finansowe, aby budowały tańsze odbiorniki; były one ustawione fabrycznie, przez co nie można było odbierać zagranicznych przekazów, a jedynie niemieckie. Za słuchanie obcych stacji (szczególnie BBC) przewidziane były kary. W szczytowym momencie II wojny światowej mieszkańcy Rzeszy i terenów okupowanych mogli podlegać egzekucji z tego tytułu.